# Repoussering
Repoussering, eller drivning, är en teknik för att åstadkomma reliefdekor på metall, huvudsakligen guld, silver och koppar. Vid repoussering åstadkoms upphöjningar i metallen genom att man hamrar från baksidan mot ett mjukt underlag, till skillnad från ciselering, där man gör nedsänkningar i metallen genom att hamra från framsidan.